# アメリカン・モンテッソーリ協会
アメリカン・モンテッソーリ協会（American Montessori Society, AMS）は、国内の私立、公立学校におけるモンテッソーリ教育の推進、研究、政策提言を行う、アメリカ合衆国の非営利組織。

## 年表
- 1960年、コネチカット州 グリニッチ（Greenwich, Connecticut）ウィットビー・スクール（Whitby School）で設立。
- ロンドンでモンテッソーリ教育を学んだ、ウィットビー・スクール校長であったナンシー・マコーミック・ランバッシュ博士（Dr. Nancy McCormick Rambusch）が、マリオ・モンテッソーリ（マリア・モンテッソーリの息子）によって、国際モンテッソーリ協会（Association Montessori Internationale）のアメリカ合衆国代表に任命。　ナンシー・マコーミック・ランバッシュは、最初のアメリカン・モンテッソーリ協会長を務める。

- 2007年、モンテッソーリ教育最初の施設「子どもの家」創設100周年を記念し、ニューヨーク市で世界規模の会議を実施。基調講演者：マイヤ・アンジェロウ（Dr. Maya Angelou）
- 2008年、会議基調講演者：ジェーン・グドール

## 参照・外部リンク
- American Montessori Society
- University of Connecticut Libraries - Special Collection - American Montessori Society Records
  - アメリカン・モンテッソーリ協会の記録：コネチカット大学（University of Connecticut） トーマス J. ドッド研究センター（Thomas J. Dodd Research Center）に所蔵
- Association Montessori Internationale